# Canizzano
Canizzano è un sobborgo di Treviso.

## Geografia fisica
Canizzano si trova a sud-ovest del centro storico, tra gli abitati Sant'Angelo e Quinto di Treviso. Sorge sulla riva destra del fiume Sile, di fronte all'Aeroporto di Treviso-Sant'Angelo.

## Storia
Il toponimo sarebbe da ricollegare all'abbondanza di canneti che crescevano lungo le rive del Sile.
Canizzano fu a lungo considerato il "villaggio dei mulini". Le acque del fiume, qui particolarmente rapide, erano sfruttate dall'attività molitoria da tempi antichissimi: il diritto di ripa era monopolizzato dal vescovo di Treviso già prima del Mille e fu più volte confermato da bolle successive. I primi documenti che testimoniano esplicitamente la presenza di mulini a Canizzano e a Mure (località ad est della chiesa) sono però dei primi del XIV secolo. Un estimo del 1499 parla di ventidue ruote a Canizan, escluso il colmello di Mure. L'ultimo, il mulino Granello, fu chiuso nel 1985.
Prima della famiglia Granello, il mulino era di proprietà di Luigi Michieletto, consorte della Laura Elena Elisabetta Schioppo, figlia della contessa Laura Schioppo (1830-1914) tuttora sepolta, assieme alla tomba del fratello Melchiorre, presso il cimitero comunale di Canizzano. (Melchiorre Schioppo abitava nella Villa Morosini).
A fianco della villa già Morosini, esiste una chiesetta intitolata a San Spiridione, protettore dei veneziani della Serenissima, quando andavano per mare. Santo venerato anticamente anche nelle coste Dalmate e in quel della Grecia (isola di Cipro) nonché anche a Trieste. Ogni anno il 12 giugno presso la chiesetta di San Spiridione viene celebrata una messa in onore del santo. 
Si sa che anticamente dipendeva dalla pieve di Quinto.
Dal 1815 al 1866 fu comune autonomo.
Comprendeva anche il quartiere di San Vitale (confinante con Preganziol e Zero Branco) dove esisteva una chiesetta di San Sebastiano (il cui altare si trova ora nella chiesa di Canizzano) e una zona denominata "Soprasile", borgata di alcune case (i cui abitanti vivevano anche di pesca), poi rase al suolo per far posto all'allungamento della pista aeroportuale.

## Monumenti e luoghi d'interesse

### Chiesa parrocchiale
La chiesa parrocchiale del paese, di origini medievali, fu consacrata nel 1750. Conserva varie ed importanti opere d'arte. Si sostiene che in questa chiesa vi sia un affresco rappresentazione della B.V. Maria ancora incinta, risalente al 1400  la pala dell'altare maggiore raffigurante San Giuseppe, Maria, Santa Elisabetta,San Giovannino e angeli potrebbe derivare da un quadro eseguito da Raffaello Sanzio (1483-1520) della collezione "Canigiani" di Firenze e attualmente conservato nell'Alta Pinacoteca di Monaco di Baviera (Germania). Da cui lachiesa parrocchiale appunto dedicata alla "Visitazione".

### Villa Morosini/Schioppo
La Villa Morosini/Schioppo ha al suo fianco annessa una chiesetta dedicata a San Spiridione (Vescovo di religione Cristiana/Ortodossa, vissuto in Grecia). Ogni anno, tra Maggio e Giugno, viene fatta in loco una Santa Messa, in onore della tradizione, per la protezione dei raccolti, da preservare dalle calamità atmosferiche (piogge, nubifragi, tempeste, siccità).

### Giardino "Don Tiziano Zanesco"
Giardino di proprietà comunale, sito in Via Giovanna D'Arco (nei pressi della Chiesa parrocchiale), dedicato nell'ottobre 2021 a don Tiziano Zanesco (1915-2009), il quale, oltre ad essere stato una figura centrale per la Diocesi trevigiana (fu fondatore nel 1959 della Parrocchia del Sacro Cuore), fu parroco di Canizzano dal 1973 al 1991.

## Società

### Eventi

#### Sagra paesana
Ad inizio ottobre, in onore della tradizione che vedeva celebrare sul sagrato della Chiesa la festa patronale, l'Associazione organizza, insieme alla Parrocchia, da oltre quarant'anni la Sagra paesana che dura circa due settimane. 

#### Processo alla "Vecia"
A metà Quaresima era tradizione delle realtà rurale di "processore" l'anno appena passato, adducendo a questo (rappresentato da una catasta di ramaglie) la causa dei mali passati: da oltre 30 anni viene, pertanto, proposta una rappresentazione teatrale amatoriale che vede in scena un vero processo alla Vecia (impersonata da un attore) con giudice, pubblico ministero e difesa. 

#### Meeting provinciale dello sport
Rassegna di iniziative sportive svolte tra Giugno e Luglio, che vede la partecipazione di numerosi gruppi sportivi da tutto il territorio provinciale. 

#### Panevin
Oggi sostituito da "Natale a Canizzano": si trattava del tradizionale rogo di una pira di ramaglie fatto nel giorno dell'Epifania con lo scopo propiziatorio, secondo la tradizione, per il raccolto.  Per motivi legati all'inquinamento, non viene più effettuato il rogo nell'ambito delle Attività natalizie, ma solo la Festa della Befana.